# Базар гоблінів
«Базар гоблінів» (англ. Goblin Market) - поема англійської поетеси Крістіни Россетті, зразок вікторіанської літератури. Написана в 1859, коли вона працювала у виправному будинку для «палих жінок» у Хайгейті. Опублікована в 1862 в збірці «Базар гоблінів та інші поеми», проілюстрованому братом поетеси, художником-прерафаелітом Данте Габріелем Россетті. Поема присвячена сестрі Крістіни - Марії Франчесці.
Центральними для поеми темами є спокуса, самопожертва, порятунок.

## Сюжет
Головні героїні поеми, сестри Ліззі (Ліза) та Лаура (Лора), живуть одні у сільському будинку. Щодня вони ходять за водою до лісового струмка, і одного разу чують крики гоблінів, які закликають купити у них ягоди та фрукти, смачніші за які не знайти. Ліззі побоюється гоблінів і прагне скоріше піти додому, вмовляючи сестру поспішити. Проте Лаура затримується, залучена словами гоблінів. У сутінках вони оточують її і дають їй скуштувати фрукти та сік, які дуже подобаються Лаурі. Оскільки грошей у неї немає, вона розплачується локоном свого волосся, який відрізає і віддає гоблінам. П'яна незвичайним смаком фруктів, Лаура пізно вночі повертається додому, де на неї чекає Ліззі.

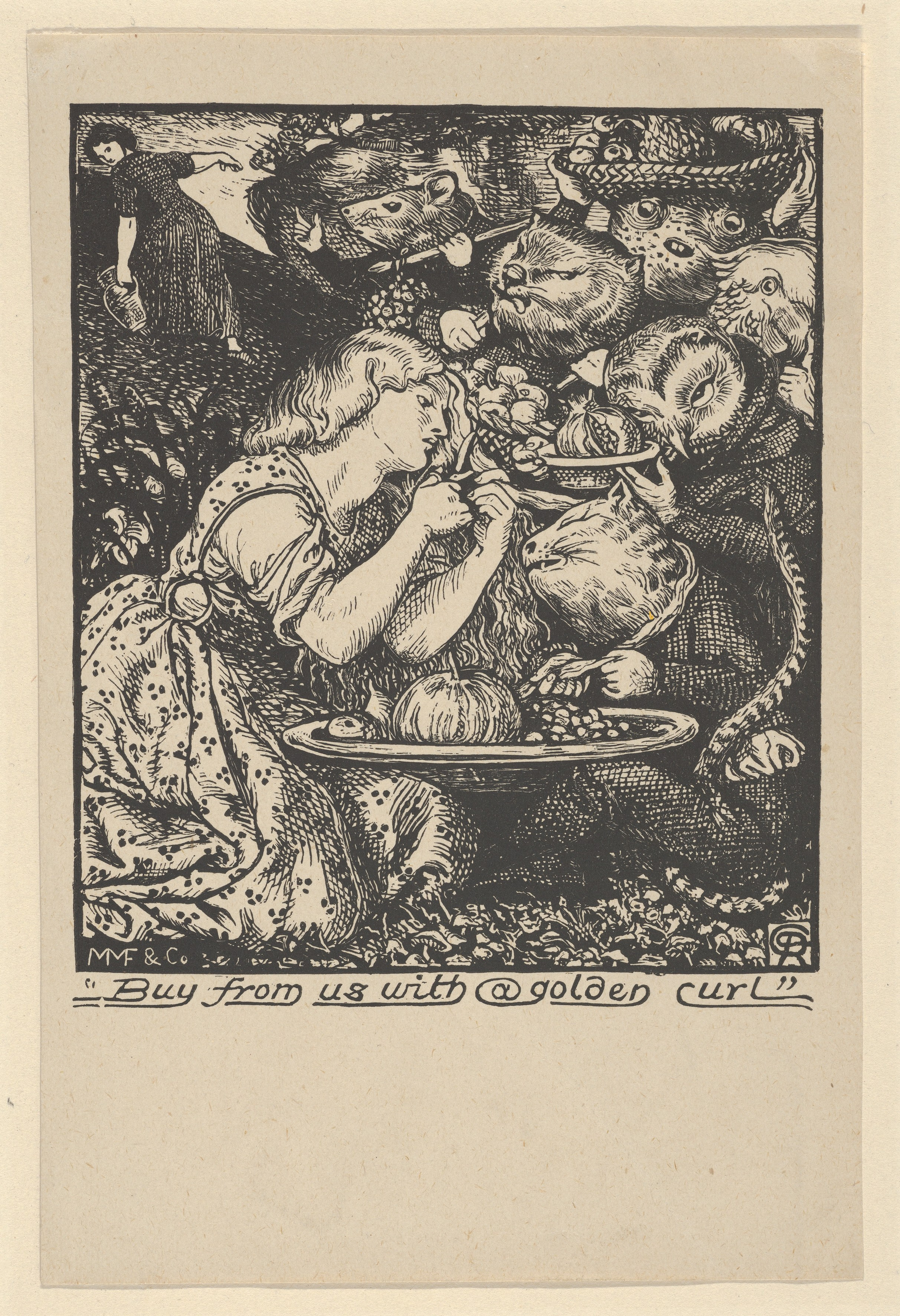
Фронтиспис збірки 1862 року

Наступного дня Лаура тільки й думає про те, щоб скоріше настав вечір і можна було знову піти до лісу та поїсти дивовижні фрукти. Вона обіцяє принести їх скуштувати і Ліззі, але сестра відмовляє Лауру. На жаль Лаури, коли ввечері вони з сестрою йдуть за водою, вона не чує призовних голосів гоблінів, хоча Ліззі чує їх і поспішає піти і відвести Лауру. Минають дні, і Лаура, як і раніше, не може почути гоблінів і знову скуштувати їхній товар. Лаура хворіє, худне і сивіє. Ліззі згадує про те, як інша дівчина Дженні, яка теж скуштувала фрукти у гоблінів, швидко «розтанула» і померла.
Бачачи стан сестри, що погіршується, Ліззі вирішує піти до гоблінів, але діяти хитрістю. Вона бере срібну монету і, прийшовши в ліс, просить гоблінів продати їй трохи фруктів та соку, щоб вона забрала їх додому. Однак гобліни починають сердитися і спочатку вмовляють, а потім намагаються силою нагодувати Ліззі своїми плодами, тож сік стікає у Ліззі по щоках. В результаті, однак, вони залишають її у спокої, і Ліззі, забравши срібну монетку, повертається додому. Вона просить Лауру цілувати її та облизувати з неї сік, що та й робить, хоча цього разу сік здається Лаурі гірким. Наступного дня Лаура повністю видужує.
Сестри дорослішають, виходять заміж і народжують дітей, яким розповідають про те, що сестра завжди є найкращим другом, який врятує у скрутній ситуації.

## Художні особливості
Поема відома тим, що в ній відсутня єдина віршована структура: ритміка неодноразово змінюється протягом поеми.

## Сприйняття
До шанувальників поеми належали, серед інших, Алджернон Суінберн, Альфред Тенісон, Льюїс Керролл, чия «Аліса у Дивокраї» може бути частково натхненна поемою Россетті.

## Адаптації
- У 2005 в Единбурзі відбулася прем'єра 75-хвилинної камерної опери за поемою, лібретто Кет Берлінсон на музику Конора Мітчелла[2].
- У 2012 знятий однойменний короткометражний художній фільм, режисер Анна Бленфорд[3][4].